# Judith Baum
Judith Baum (* 1963 in Steyr, Österreich) ist eine österreichische Malerin und Videokünstlerin.

## Leben
Judith Baum studierte Deutsche Philologie und Geschichte an der Universität Wien und Malerei an der Akademie der bildenden Künste Wien.
Zwischen den beiden Studien arbeitete sie bei der  Grazer Autorenversammlung mit. Mehrere Studien- und Arbeitsaufenthalte führten Judith Baum nach New York, wo sie unter anderem bei trans>arts. cultures. media, NYC, dem Videoprojekt this other being und bei Tony Ourslers Video-Wall für das Kunsthaus Bregenz (KUB) mitarbeitete.
Sie ist Mitglied in der Künstlerhaus-Vereinigung, bei der IG Bildende Kunst und bei CELLE, einer Künstlerkooperative mit Nähe zum Künstlerhaus.
Judith Baum lebt und arbeitet in Wien.

## Einzelausstellungen (Auswahl)
- 2019: IBIDEM, Galerie in der Schmiede, mit Maria Temnitschka
- 2018: ‚Warten‘. Medizin Mariahilf
- 2016: selfextinct, EGA Frauen im Zentrum
- 2014: Zahnorama, Gottlieb Bernhard Universität
- 2012: Durchs Auge der Zeit, Minoritengalerien Graz
- 2010: Young Austrian Art, Galerie Barbara Preyer, Wien
- 2009: Gassenumbenennung Judith-Baum-Gasse
- 2008: Final Casting k/haus, Wien
- 2007: Orlando, Theseustempel, KHM, Kunsthistorisches Museum Wien
- 2004: She did project 01/04, Malerei&Video, Palais Modena, Vienna
- 2001: Gallery Stefan Stux, NYC

## Ausstellungsbeteiligungen (Auswahl)
- 2018: CELLE QUART; Galerie ‚Die Schöne’
- 2015: Kunst am Dach
- 2014: ‚WAR WAS’, HGM
- 2014: Die Würde des Künstlers, MUSA
- 2013: Zeichnen/Zeichnen, k/haus Wien
- 2012: CELLE_Sarajevo_Transit
- 2009: Wiener Gerücht’, MUSA,
- 2009: X-tra, a matter of form, Plattform für junge Kunst Schlossgalerie Steyr
- 2007: ARTmART, k/haus, Wien
- 2006: CROSSOVER, Künstlerhaus Klagenfurt, Slovenj Gradec (Katalog)
- 2001: Summer Art-Festival Belgrade Institute of Contemporary Art
- 1999: Kunst in der Stadt Videoinstallation, Kunstverein Bregenz

## Werke
- Judith Baum: Moventia (Edition Beryllo). Deutscher Kunstverlag, 2013, ISBN 978-3-422-07185-8.